# Tulum (ville)
Pour les articles homonymes, voir Tulum (homonymie).
Tulum est une ville de la côté sud-est du Mexique, dans l'État de Quintana Roo. Elle se trouve à 20°12′43″N de latitude et à 87°27′57″O de longitude. La ville moderne, située sur le littoral de la mer des Caraïbes, est bâtie non loin de l'ancien site maya du même nom. Située au sud de la zone touristique qu'est la Riviera Maya, elle est, depuis 2008, le centre administratif de la commune (municipio) de Tulum à laquelle elle a donné son nom.

## Histoire
Durant l'ère précolombienne, les Mayas fondent l'ancienne ville de Tulum. Elle n'est pas détruite, mais abandonnée, et ses ruines sont toujours visibles. La ville actuelle s'est développée au tournant du XXIe siècle grâce à l'activité économique générée par les touristes en provenance de Cancún et de Playa del Carmen, qui viennent visiter l'ancienne Tulum et les sites archéologiques mayas voisins comme Cobá (au nord-est) et Xel-Ha (au nord) également situés dans la Riviera Maya.

## Sites d'intérêt
Les ruines archéologiques de Tulum est un lieu de tourisme majeur, étant à proximité de Cancún et de Playa del Carmen.
Les ruines archéologiques de Cobá se trouvent à une quarantaine de kilomètres au nord-est de Tulum. Ces ruines de la période classique de la culture maya furent construites et habitées entre les années 500 et 900.
À 13km au Nord de la ville de trouve Xel-Há, qui est en partie un site archéologique de la civilisation maya, et également un parc écologique du même nom.

## Administration
Le 13 mars 2008 est créée la municipalité de Tulum dont Tulum devient le centre. 

## Éducation
La ville abrite plusieurs établissements d'enseignement secondaire, ainsi qu'un établissement d'enseignement supérieur, l'Universidad Latinoamericana del Caribe.